# Помоћна титула
Помоћна титула (енгл. Subsidiary title) насљедна је племићка титула која се обично не користи ради представљања пера, будући да он већ има вишу титулу којом се представља.
На примјер, војвода од Норфока (енгл. Duke of Norfolk) такође је и гроф од Арундела (енгл. Earl of Arundel), а носилац је и многих других племићких титула. Појединац који је носилац свих ових титула представља се само са својом највишом титулом, у овом случају војводе од Норфока (енгл. Duke of Norfolk), док су све остале титуле његове помоћне титуле.
У Уједињеном Краљевству, насљедник пера може користити родитељску најстарију помоћну титулу као своју титулу учтивости, али тако да не буде двосмислености и забуна. На примјер, насљедник војводе од Норфока (енгл. Duke of Norfolk) познат је као гроф од Арундела (енгл. Earl of Arundel), иако насљедник не постаје стварни гроф од Арундела све до очеве смрти. До тада, он је законски и даље обичан грађанин (енгл. commoner).
Ако помоћна титула носи исти назив као и виша титула, онда се она не може користити као титула учтивости. На примјер, војвода од Манчестера (енгл. Duke of Manchester) такође је и гроф од Манчестера (енгл. Earl of Manchester), па је због тога његов насљедник познат као висконт Мандевил (енгл. Viscount Mandeville).